# Alfred Riocreux
Alfred Riocreux (nacido en  Sevres, 1820 - fallecido en París, 1912 ), ilustrador científico francés y descrito como "el artista botánico más distinguido de su época".

## Biografía
El padre de Alfred fue Denis-Désiré Riocreux (1791-1872), pintor de porcelana en la "Manufacture Royale de Porcelain" en Sèvres, y uno de los últimos alumnos de Pierre-Joseph Redouté (1759-1840). Su visión defectuosa le obligó a abandonar la pintura de porcelana, y en 1815, a ocupar el cargo de Guardián del "Musée de Ceramique de Sèvres".
Bajo la tutoría de su padre, Riocreux pronto se convirtió en un experto en dibujo y pintura. Alfred también trabajó en la fábrica de Sèvres y su obra, que incluía dibujos botánicos, se expuso en el Salón de París en 1837, 1838 y 1855. 
En 1870 fue galardonado con el Chevalier de la Legion d'Honneur. En 1856 se convirtió en miembro de la "Société Impériale et Centrale d'Horticulture".
Su interés por la ilustración botánica se amplió al conocer al botánico Adolphe Theodore Brongniart. Parece probable que Brongniart introdujera por primera vez a Riocreux en el "Museum d'Histoire Naturelle", donde se hizo amigo del botánico y autor Joseph Decaisne, quien más tarde nombró al género Riocreuxia en su honor, y a su vez le presentó a Gustave Thuret. También utilizó el talento de Riocreux para ilustrar los nueve volúmenes de "Le Jardin Fruitier du Muséum" (1858-1875). Esto llevó a ilustrar más de otros botánicos, como la obra de  Étienne Louis Raoul Fiacre "Choix de las Plantas de la Nouvelle-Zélande" (1846), la de WB Hemsley "Handbook of Hardy Trees, Shrubs, and Herbaceous Plants" (1873) y la de Gustave Thuret "Notes Algologiques" (1876 a 1880) y "Etudes Phycologiques" (1878), siendo este último muy aclamado. 
Sus ilustraciones también se utilizaron en las revistas "La Revue Horticole y Annales des Sciences Naturelles". Riocreux fue elegido por Édouard André para organizar los grabados para CS Sargent "Silva of North America", en doce volúmenes de entre 1890-1899. Trabajando desde París, Riocreux supervisó la producción de las seiscientas planchas dibujadas a lápiz por Charles Edward Faxon (1846-1918) y grabado por Philibert y Eugene Picart. Treinta de las placas originales de Riocreux para "Choix de Plantes de la Nouvelle-Zélande" se encuentran en el Herbario de Kew.
Fue uno de los primeros exponentes del uso de un microscopio para disecciones botánicas. Su trabajo se puede ver en el Museo Fitzwilliam de Cambridge.
El Arnold Arboretum de la Universidad de Harvard tuvo una colección de 86 dibujos de Riocreux (cuatro de los cuales se muestran a continuación); CS Sargent fue su primer director durante 1872-1927. La colección fue descrita como:

"extremadamente rara y exquisitamente ilustrada ... encuadernada en Levant aplastado, bellamente labrada, intemporal"
The Art of Botanical Illustration: An Illustrated History" - Wilfrid Blunt, William Thomas Stearn

La abreviatura estándar del autor Riocreux se usa para indicar a esta persona como el autor cuando se cita un nombre botánico .

## Galería

Alguna de las ilustraciones de Riocreux.'
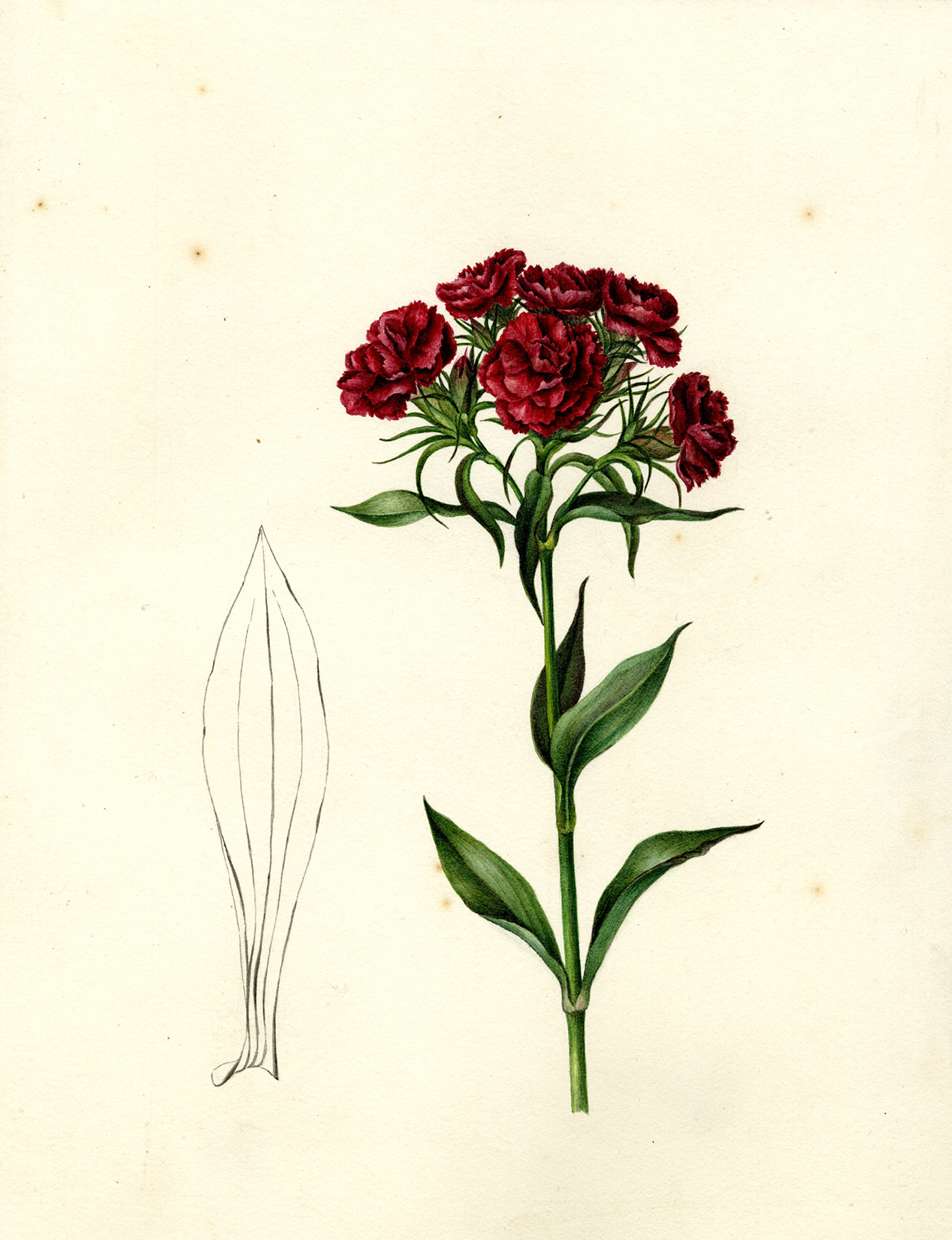
Dianthus barbatus
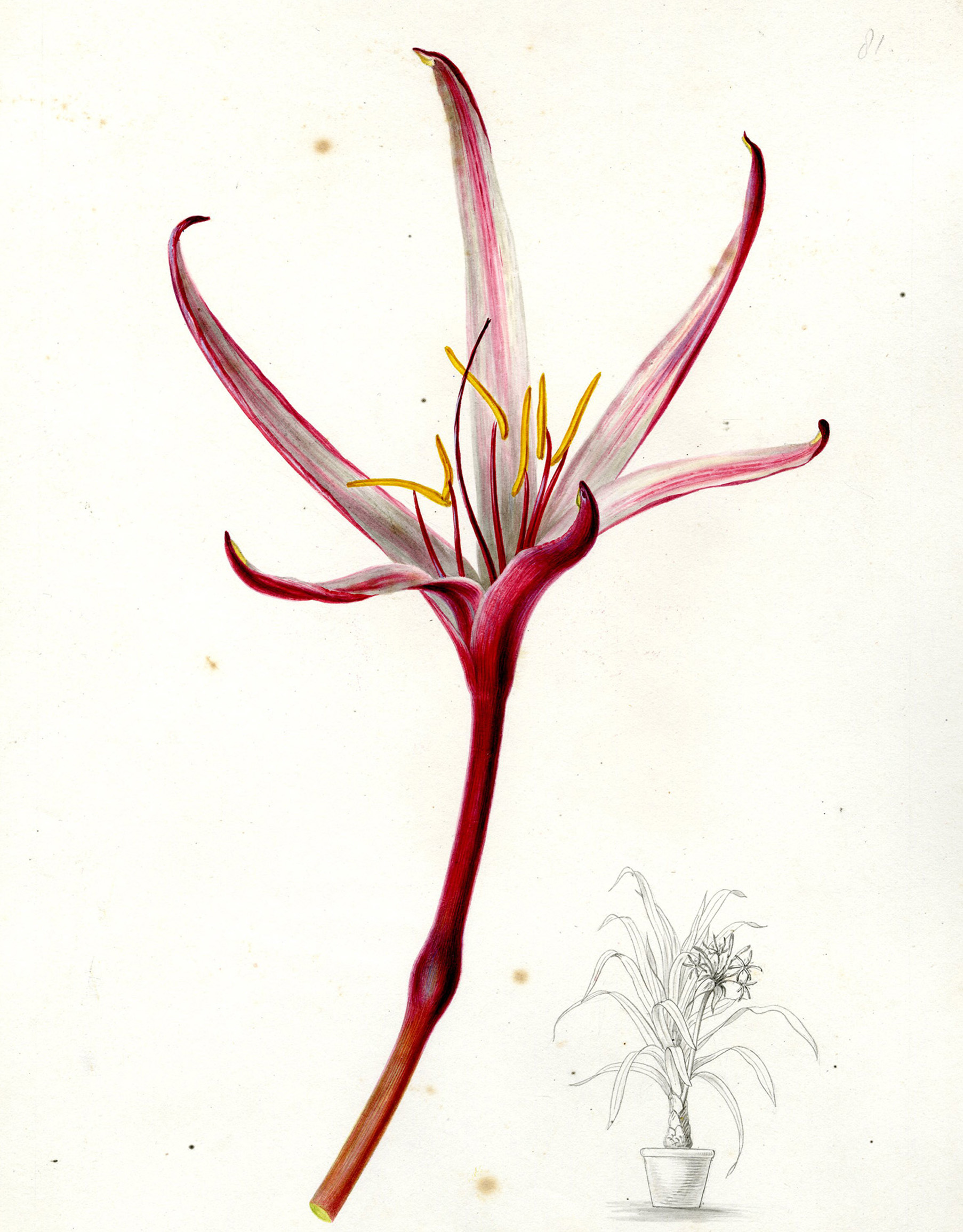
Crinum amabile
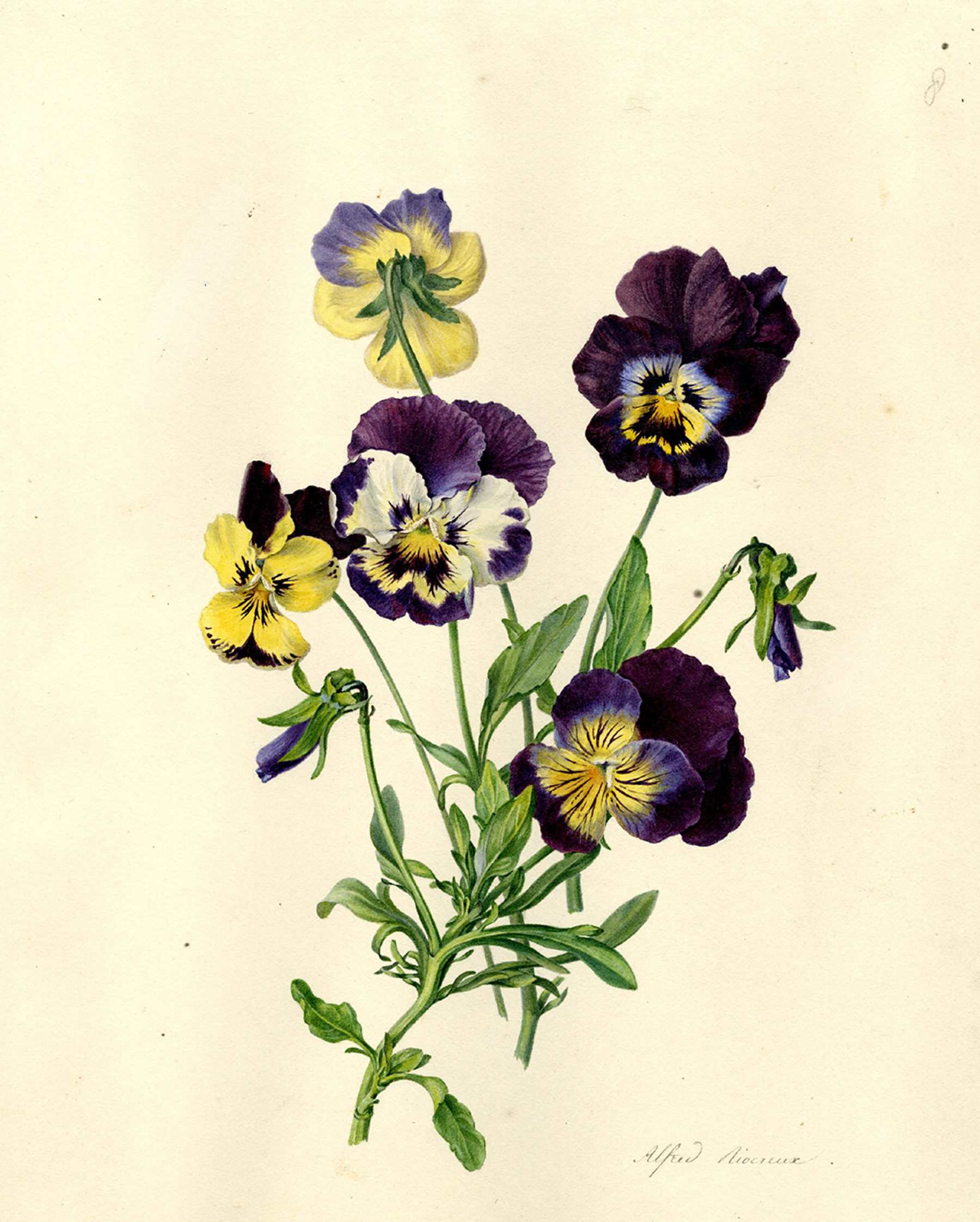
Viola (variedades de jardín) de lutea y curtisii
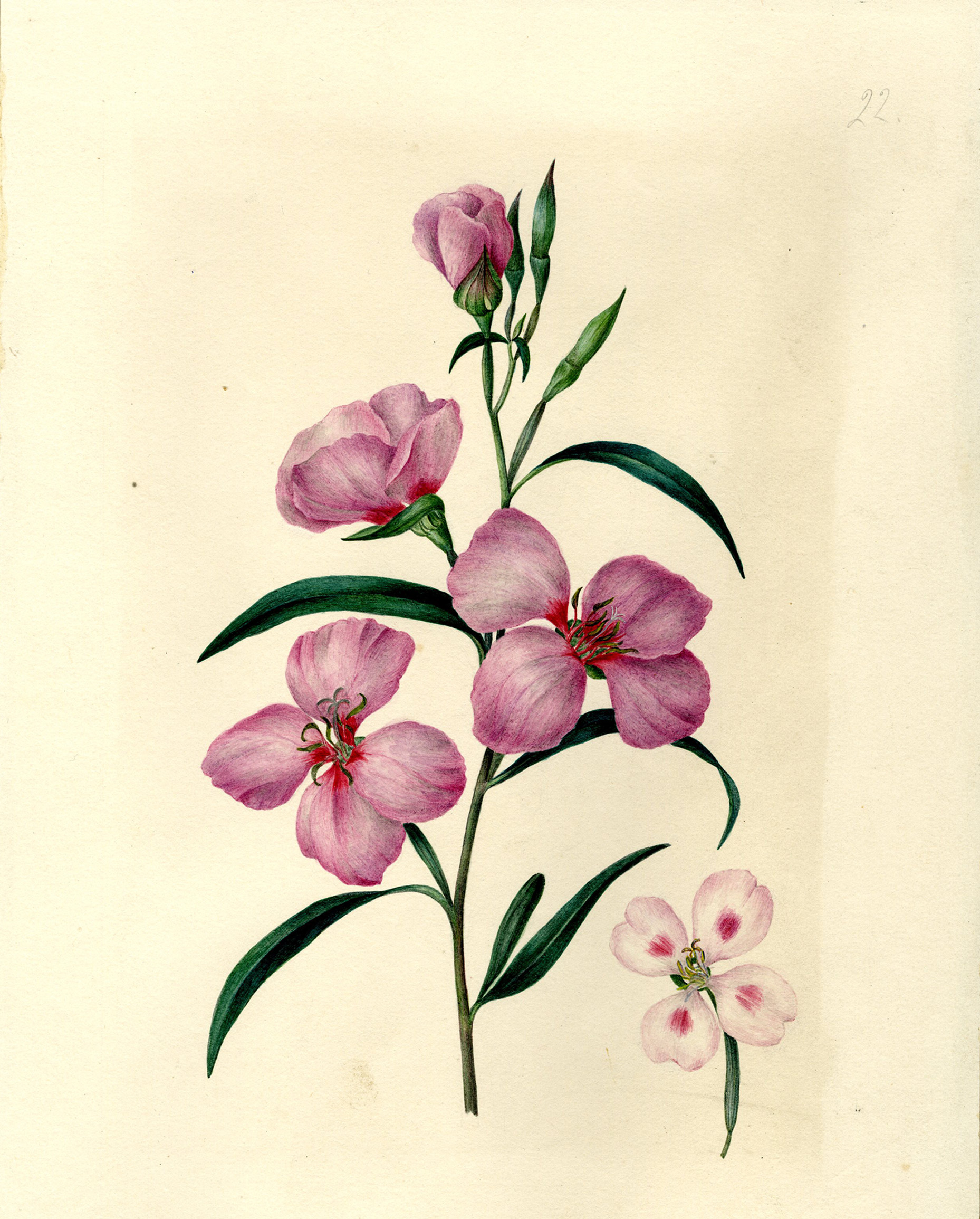
Clarkia rubicunda
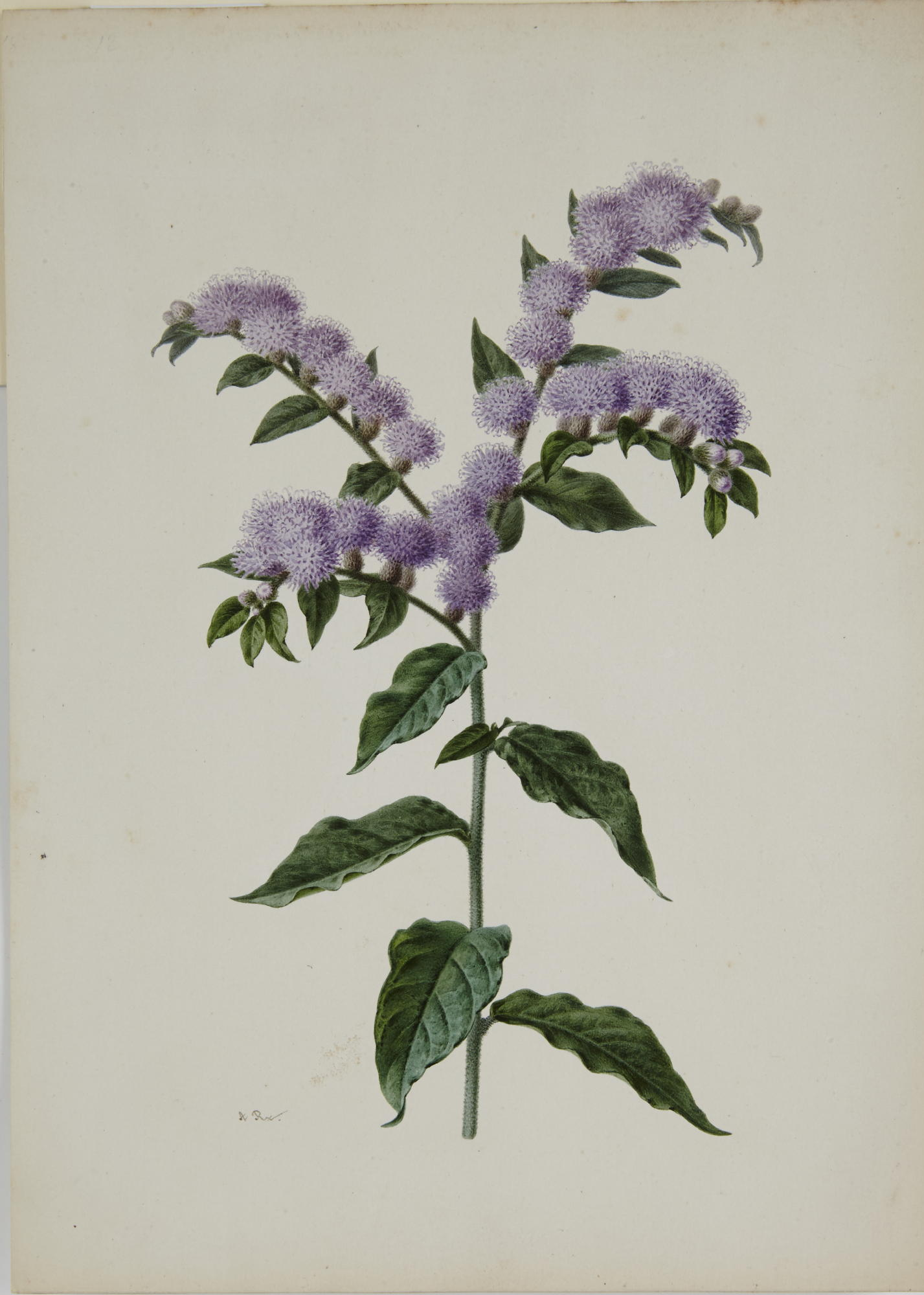
Cyrtocymura scorpioides